# Look into the future
Look into the future is het tweede studioalbum van Journey. De muziek van de muziekgroep is een stuk opgeschoven richting rock. De fusion is bijna geheel verdwenen, de progressieve rock kwam nog af en toe aan de oppervlakte (track 3). Het album bevat een coverversie van It's All Too Much, geschreven door George Harrison voor de film Yellow Submarine en bijbehorende muziek. George Thickner had Journey al verlaten, maar schreef nog wel mee aan twee liedjes. Look into the future bleef voor lange tijd de langdurigste track van de band.
In Japan was het album redelijk succesvol, een 58e plaats in de hitparade daar was het hoogst haalbare. In de Verenigde Staten haalde het de 100e plek in de Billboard Hot 100; het album stond 15 weken in de lijst. In de Nederland en België was er geen succes.

## Musici
- Neal Schon – gitaar
- Gregg Rolie – zang, toetsinstrumenten
- Ross Valory – basgitaar
- Ainsley Dunbar – slagwerk

## Track listing
| Nr. | Titel                                                      | Duur |
| --- | ---------------------------------------------------------- | ---- |
| 1.  | On a saturday night (Rolie)                                | 4:01 |
| 2.  | It's All Too Much (Harrison)                               | 4:06 |
| 3.  | Anyway (Rolie)                                             | 4:12 |
| 4.  | She makes me (feel alright) (Rolie, Neal Schon, Alex Cash) | 3:13 |
| 5.  | You're on your own (Schon, Tickner, Rolie)                 | 5:55 |
| 6.  | Look into the future (Schon, Rolie, Diane Valory)          | 8:13 |
| 7.  | Midnight dreamer (Schon, Rolie)                            | 5:14 |
| 8.  | I'm gonna leave you (Schon, Rolie, Tickner)                | 7:01 |